# Magnus Erlingmark
Magnus Erlingmark (* 8. července 1968) je bývalý švédský fotbalový obránce a reprezentant.
Celou svou fotbalovou kariéru strávil ve Švédsku.

## Klubová kariéra
Ve Švédsku hrál postupně za kluby BK Forward, Örebro SK, IFK Göteborg a závěr kariéry strávil v BK Häcken.
S IFK Göteborg nasbíral čtyři tituly v Allsvenskan.

## Reprezentační kariéra
V A-mužstvu Švédska debutoval 14. 2. 1990 v přátelském zápase v Dubaji proti domácímu týmu Spojených arabských emirátů (prohra 1:2).
Celkem odehrál v letech 1990–1998 ve švédském národním týmu 37 zápasů, vstřelil 1 gól.
Účast Magnuse Erlingmarka na vrcholových turnajích:
- Mistrovství Evropy 1992 ve Švédsku (vyřazení v semifinále Německem)[3]
- Mistrovství světa 1994 v USA (3. místo)[4]

Gól Magnuse Erlingmarka za A-mužstvo Švédska
| Gól | Datum       | Stadion                | Soupeř | Skóre | Výsledek | Soutěž          |
| --- | ----------- | ---------------------- | ------ | ----- | -------- | --------------- |
| 010 | 17. 4. 1991 | Nea Filadelfeia, Řecko | Řecko  | 01:1  | 2:2      | přátelský zápas |